# Banesto CA
La Autoridad de Certificación de Banesto presta diversos servicios de certificación dirigidos a incrementar la seguridad y confianza en las relaciones telemáticas; así emite certificados digitales X.509 v.3 de carácter reconocido, que permiten generar firma electrónica avanzada, y que son aceptados por algunas administraciones, en las relaciones telemáticas. 